# ديني ستارك
ديني ستارك (بالإنجليزية: Denny Stark)‏ هو لاعب كرة قاعدة أمريكي، ولد في 27 أكتوبر 1974 في إدغرتن في الولايات المتحدة.

## وصلات خارجية
- ديني ستارك على موقعبيزبول رفرنس.كوم (الدوري الرئيسي) (الإنجليزية)